# استینگ
گوردن متیو سامنر (به انگلیسی: Gordon Matthew Thomas Sumner)، معروف به استینگ، خواننده راک و بلوز و جاز اهل انگلیس است که در دوم اکتبر ۱۹۵۱ در نیوکاسل به دنیا آمد.
او در سال ۱۹۷۷ گروه سه‌نفرهٔ پاپ/راک پلیس را به همراه اندی سامرز (گیتاریست) و استوارت کاپلند (درامر) بنیان گذاشت.
استینگ در سال‌های پایانی دههٔ ۸۰ میلادی تقریباً فعالیت‌اش در گروه پلیس را متوقف کرد و از آن زمان به بعد آثارش را با نام خودش منتشر می‌کند. تا به امروز از آثار پلیس و استینگ بیش از ۱۰۰ میلیون نسخه به‌فروش رسیده‌است. استینگ تا به حال شانزده جایزه گرمی دریافت کرده‌است.

## آلبوم‌ها
- ۱۹۸۵ The Dream of the Blue Turtles
- ۱۹۸۶ Bring On the Night
- ۱۹۸۷ Nothing Like the Sun
- ۱۹۸۸ Nada Como el Sol
- ۱۹۹۱ Soul Cages
- ۱۹۹۳ Ten Summoner's Tales
- ۱۹۹۴ Fields of Gold: The Best of Sting ۱۹۸۴–۱۹۹۴
- ۱۹۹۶ Mercury Falling
- ۱۹۹۷ The Very Best of Sting & The Police
- ۱۹۹۹ Brand New Day
- ۱۹۹۹ At the Movies
- ۲۰۰۱ All This Time
- ۲۰۰۳ Sacred Love
- ۲۰۰۶ Songs from the Labyrinth
- ۲۰۰۹ If On A Winter's Night
- ۲۰۱۰ Symphonicities
- ۲۰۱۸ My Songs (Deluxe)

## فیلم‌شناسی
- تل‌ماسه (۱۹۸۴)
- فراوانی (۱۹۸۵)
- عروس (۱۹۸۵)
- ماجراهای بارن مایچوزن (۱۹۸۸)
- دوشنبه طوفانی (۱۹۸۸)
- جولیا و جولیا (۱۹۸۸)
- گروتسک (۱۹۹۵)
- قفل، انبار و دو بشکه باروت (۱۹۹۸)
- کاملوت: بخش اول (۲۰۲۱)